# تيم رينولدز
تيم رينولدز (بالإنجليزية: Tim Reynolds)‏ هو عازف قيثارة أمريكي، ولد في 15 ديسمبر 1957 في فيسبادن في ألمانيا.

## وصلات خارجية
- الموقع الرسمي
- تيم رينولدز على موقع ميوزك برينز (الإنجليزية)
- تيم رينولدز على موقع أول ميوزيك (الإنجليزية)
- تيم رينولدز على موقع ديسكوغز (الإنجليزية)